# Archidendron palauense
Archidendron palauense là một loài thực vật có hoa trong họ Đậu. Loài này được (Kaneh.) I.C.Nielsen miêu tả khoa học đầu tiên.